# Тинка (Бихор)
Тинка (рум. Tinca) насеље је у Румунији у округу Бихор у општини Тинка. Oпштина се налази на надморској висини од 128 m.

## Становништво
Према подацима из 2011. године у насељу је живело 4494 становника.